# Gaslighting
Als Gaslighting (Gerundium von englisch to gaslight, ‚mit(tels) Gas (be)leuchten‘) wird in der Psychologie eine Form von psychischer Manipulation bezeichnet, mit der Betroffene gezielt desorientiert, verunsichert und in ihrem Realitäts- und Selbstbewusstsein allmählich beeinträchtigt werden.
Mit dem Begriff wird in englischsprachigen Ländern seit den 1960er-Jahren umgangssprachlich und in der Psychologie der Versuch beschrieben, eine andere Person an ihrer Wahrnehmung der Realität zweifeln zu lassen. Die Täter werden auch als Gaslighter bezeichnet. Auch in der psychologischen Kriegsführung dient Gaslighting als Methode der Meinungsmanipulation und Propaganda.
Insbesondere Personen mit dissozialer, narzisstischer oder psychopathischer Persönlichkeitsstörung wenden in manchen Fällen Methoden des Gaslightings an, ohne sich dessen bewusst zu sein. In den meisten anderen Fällen wird hingegen von einer gezielten Anwendung ausgegangen. Motiv der Täter ist häufig Machtausübung gegenüber dem Opfer.
Medical Gaslighting (englisch medical ‚medizinisch‘) ist eine Bezeichnung für die negativen Erfahrungen von Patienten, wenn Krankheiten oder Krankheitssymptome von Behandelnden als unangemessen abgetan oder entwertet werden.

## Namensherkunft

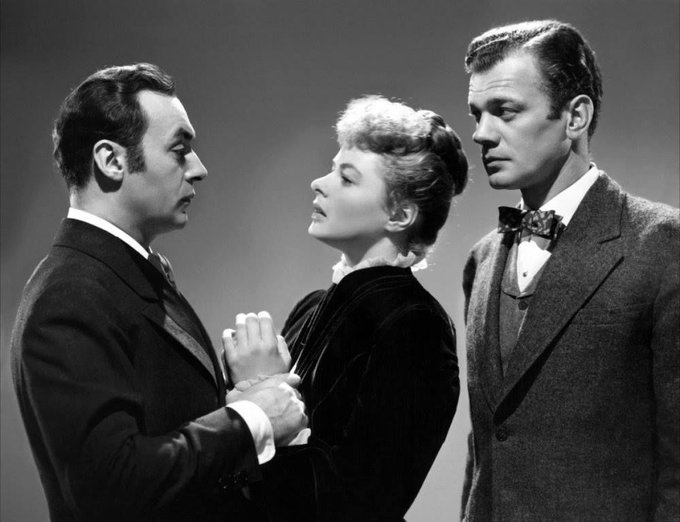
Charles Boyer, Ingrid Bergman und Joseph Cotten im Film Das Haus der Lady Alquist (1944)

Gaslighting ist nach dem Theaterstück Gas Light des britischen Autors Patrick Hamilton aus dem Jahr 1938 benannt, welches durch die Verfilmungen Gaslight (GB, 1940) und insbesondere Das Haus der Lady Alquist (USA, 1944) bekannt wurde. In dem Stück verunsichert der Protagonist seine Ehefrau, indem er behauptet, Dinge nicht zu sehen, die sie wahrnimmt, unter anderem die wechselnde Helligkeit einer Gaslaterne, die er selber manipuliert. Schließlich zweifelt die Frau an ihrer eigenen Wahrnehmung und fürchtet, verrückt zu werden, bevor zuletzt die Täuschung aufgedeckt wird.

## Verlauf und Wirkung
Die Wahrnehmung der Realität wird beim Betroffenen durch die Vortäuschung falscher Tatsachen durch eine oder mehrere andere Personen in Frage gestellt. Das kann durch Verleugnung von real existierenden Dingen, Verhaltensweisen oder Ereignissen geschehen, seltener auch durch eine bewusste Inszenierung derselben. Dabei ist eine Grundvoraussetzung, dass zwischen Täter und Opfer ein Vertrauensverhältnis besteht, damit das Opfer dem Täter und seinen manipulierenden Aussagen glaubt. Mit der Zeit beginnen die Opfer, an ihrem Gedächtnis, ihrer Wahrnehmung und unter Umständen ihrem Verstand zu zweifeln. In Sonderfällen werden die Opfer bewusst isoliert, so dass die manipulativen Aussagen nicht im Gespräch mit anderen Menschen aufgedeckt werden können.
Oder Menschen aus dem sozialen Umfeld des Opfers werden ebenfalls manipuliert, um den Standpunkt oder die Aussagen des Täters zu bestätigen bzw. die Wahrnehmungen des Opfers anzuzweifeln und so unwissentlich in der „Inszenierung“ des Täters mitwirken. Hierdurch kann in kurzer Zeit das Selbstvertrauen des Opfers beeinträchtigt und eine soziale Isolierung erreicht werden.
Gaslighting kann von den Auswirkungen her mit DARVO (Deny, Attack and Reverse Victim and Offender) verglichen werden.
In der Literatur werden die Auswirkungen des Gaslightings durch Vorgesetzte mit narzisstischer Persönlichkeitsstörung beschrieben. Auch im Bereich des sexuellen Kindesmissbrauchs, anderen Missbrauchsformen wie dem Grooming sowie emotionalem Missbrauch verwenden die Täter Methoden des Gaslightings, um die Opfer während der Tat und danach gezielt zu manipulieren und/oder ein Abhängigkeitsverhältnis herzustellen.
Ähnliche Methoden werden von totalitären Regimen und Sekten als Mittel zur Gehirnwäsche, „Zersetzung“ (Stasi), Manipulation und Indoktrination angewendet und führen beim Opfer unter anderem zu tiefgreifender und nachhaltiger, teilweise existenzieller Verunsicherung und Verwirrung, zur Schwächung und Schädigung von Selbstbewusstsein, Persönlichkeit und Widerstandskraft, zur Herbeiführung von Angst- und Panikzuständen bis hin zu Wahnvorstellungen und psychotischen Zuständen.

## Beispiele
Gaslighting funktioniert häufig nach ähnlichem Schema und mit ähnlichen Techniken:
- Absprechen der Berechtigung oder Uminterpretation der Gefühle des Betroffenen
- Behaupten, das Opfer habe etwas getan oder gesagt, was nicht der Realität entspricht
- Behaupten bzw. leugnen, selbst etwas Bestimmtes getan oder gesagt zu haben
- Bestreiten, dass ein bestimmtes tatsächliches Ereignis stattgefunden habe
- Manipulation von Dingen in der Wohnung oder im Umfeld des Opfers (in Abwesenheit des Opfers werden Kleinigkeiten in der Wohnung verändert, Gegenstände werden an ungewöhnliche Orte gelegt, Alltagsgegenstände oder Dokumente versteckt, das Radio eingeschaltet, die Wohnungstür nicht abgeschlossen, das Auto des Opfers umgeparkt etc.) und Beschuldigung des Opfers, es sei zerstreut oder desorganisiert
- Dem Opfer unzutreffende Realitätswahrnehmung oder falsche Realitätsbeurteilung vorwerfen
- Dem Opfer die Schuld geben für Streit, Schwierigkeiten in der Beziehung, das Scheitern von Freundschaften, Probleme am Arbeitsplatz, Lebensprobleme usw.
- Dem Opfer die Worte im Mund herumdrehen oder ihm Worte in den Mund legen
- Dem Opfer unangemessenes Verhalten, Körpersprache oder Bekleidung vorwerfen
- Dem Opfer einreden, dass dieses etwas nicht könne, nicht gut genug oder unqualifiziert sei
- Andere Menschen im Umfeld des Opfers (ggf. auch durch Manipulation) instrumentalisieren und im Rahmen einer „Inszenierung“ veranlassen, in Gesprächen Partei gegen das Opfer zu ergreifen oder falsche Aussagen zu bestätigen
- Der sozialen Isolation des Opfers (bzw. auch dessen Abhängigkeit oder Bindung an den Täter) Vorschub leisten, indem etwa das Vertrauensverhältnis des Opfers zu Freunden und Verwandten untergraben wird
- Sein wahres Gesicht als Gaslighter allenfalls dem Opfer gegenüber zeigen, jedoch nicht anderen Menschen gegenüber oder in Gesellschaft.[5][6][14]

Filme wie Der schwarze Spiegel, Wiegenlied für eine Leiche, Er kam nur nachts, Rosemaries Baby, The Girl on the Train, Die Truman Show und die Verfilmungen des Romans 1984 behandeln das Thema.

## Psychische Folgen
Gaslighting kann komplexe (chronische, floride oder progrediente) psychische Erkrankungen wie Depression, Angst-, Panik- oder wahnhafte Zustände  auslösen. Die Opfer können eine Posttraumatische Belastungsstörung, Dissoziative Störung oder aufgrund der vom Täter wiederholt genährten Selbstzweifel eine selbstunsicher-vermeidende Persönlichkeitsstörung entwickeln. Das Opfer kann das Gefühl entwickeln, wahnsinnig geworden zu sein und sein Leben nicht mehr im Griff zu haben. Weitere Begleiterkrankungen, auch psychosomatischer Art, sind möglich.
Eine Herausforderung im Umgang mit dem Opfer ist, dass das Manipulationsmuster des Gaslightings oft erst mit einem gewissen Abstand erkannt wird. Es kann Jahre oder Jahrzehnte dauern, bis ein Opfer versteht, dass nicht mit ihm selber etwas nicht in Ordnung ist, sondern dass es von einer anderen Person manipuliert wurde und die Folgen emotional verarbeitet. Oft erfordert es eine lange therapeutische Unterstützung, bis sich das Opfer psychisch stabilisiert und sein Selbstvertrauen wiedergewinnt.

## In der Politik
In einem im März 2017 auf Spiegel Online erschienenen Kommentar bezeichnet der Journalist Marc Pitzke den Umgang des US-amerikanischen Präsidenten Donald Trump mit Fakten als Gaslighting.
Am 18. April 2019 warf der Präsidentensohn Donald Trump Jr. den Medien auf Twitter im Zusammenhang mit der sogenannter Russland-Affäre vor, selbst Gaslighting zu betreiben. Diese Umkehrung wurde später von Medienkritiker:innen als Beispiel für Gaslighting bezeichnet, da sie versucht, den Eindruck zu erzeugen, faktenbasierte Berichterstattung sei manipulativ – wodurch die Wahrnehmung der Realität gezielt verunsichert wird, was als zentrales Merkmal von Gaslighting gilt.

## Im Beruf
Gaslighting stammt zwar aus dem Kontext persönlicher Beziehungen, ist aber im Berufsleben ebenso hoch relevant. Die verursachten psychischen Probleme wirken sich negativ auf Produktivität, Arbeitsleistung und Karriere aus. Gaslighting verschlechtert das Arbeitsklima und erhöht Teamspannungen und die Fluktuation.

## In der Medizin
Medical Gaslighting bezeichnet Erfahrungen mit Gaslighting in medizinischen Kontexten. Beschrieben wird Medical Gaslighting als die von Patienten wahrgenommene Invalidierung ihrer Symptome durch Behandelnde, oftmals ohne eine angemessene medizinische Untersuchung. Auch unter Medical Gaslighting fallen das Leugnen einer vorliegenden Krankheit und das Zuschreiben psychischer Ursachen für eine körperliche Erkrankung durch Behandelnde. Medical Gaslighting kann unabsichtlich und ohne die Intention, Patienten zu manipulieren, erfolgen.
Während schon Ende des 20. Jahrhunderts einzelne Studien Unterschiede in der medizinischen Beurteilung von Schmerzbeschreibungen bei Frauen und Männern zeigten, wurden negative Erfahrungen von Frauen im Gesundheitssystem seit 2018 zunehmend in Medien und sozialen Netzwerken thematisiert. In den folgenden Jahren prägten vor allem betroffene Frauen die Bezeichnung Medical Gaslighting ebenfalls in sozialen Netzwerken. Medien übernahmen sie. In Medien und Wissenschaft wird das Phänomen seither mit chronischen Krankheiten wie Long COVID, ME/CFS, Endometriose oder Fibromyalgie in Verbindung gebracht, von denen mehrheitlich Frauen betroffen sind. Auch historisch wird Medical Gaslighting auf die Voreingenommenheit gegenüber Krankheit bei Frauen zurückgeführt, etwa auf das frühere Verständnis der Hysterie. Darüber hinaus wird die Bezeichnung auf die negativen Erfahrungen von trans Personen, People of Color, älteren Erwachsenen, queeren und psychisch erkrankten und behinderten Menschen im Gesundheitssystem ausgeweitet.
Medizinische Folgen von Medical Gaslighting umfassen verspätete oder falsche Diagnosen und Therapien. Die negativen Erfahrungen können dazu führen, dass Patienten an ihrer Fähigkeit zweifeln, Urteile zu fällen. Es können psychische Belastungen auftreten; Betroffene fühlen sich allein gelassen und verlieren das Vertrauen in das Gesundheitssystem.
Wissenschaftlich wird Medical Gaslighting in der Medizin, Psychologie und Soziologie diskutiert. Während das Bewusstsein zunimmt, gibt es stellenweise Kritik. Unter anderem wird argumentiert, dass es zu einer Überanwendung des Begriffs kommt und Misstrauen eine soziale Funktion erfüllt oder dass es medizinische Gründe für ausbleibende Untersuchungen und Behandlungen gibt, die nur besser kommuniziert werden müssen.

## Sonstiges
Gaslighter ist der Titelsong eines Albums von The Chicks, in welchem dem Ex-Partner Gaslighting vorgeworfen wird.
2022 ernannte Merriam-Webster „Gaslighting“ zum Wort des Jahres, da die Zahl der Kanäle und Technologien, die zur Irreführung verwendet werden, enorm zugenommen habe und das Wort für Wahrnehmungstäuschungen immer häufiger verwendet werde.